# Newsboys
Newsboys är ett kristet pop-rockband som grundades 1985 i Mooloolaba, Australien men som länge varit baserat i USA. Bandet har haft olika medlemmar under åren. 2025 består bandet av Jody Davis, Duncan Phillips, Jeff Frankenstein och Adam Agee. 
Sångaren Michael Tait lämnade Newboys 2025. Han anklagades för att ha använt droger och för sexuella övergrepp mot tre olika män. I ett uttalande bekräftade Tait att anklagelserna stämde. Kort därefter anklagade en kvinna Tait för att ha drogat henne och tittat på när bandets ljustekniker Matthew Brewer våldtog henne 2014 och att händelsen tystasts ner av bandets turnéledare Steve Campbell.
I juni 2025 berättade bandet att deras skivbolag, Capitol Christian Music Group, brutit med dem på grund av anklagelserna.

## Diskografi
- Read all about it (1988)
- Hell is for wimps (1990)
- Boyz will be boyz (1991)
- Not ashamed (1992)
- Going public (1994)
- Take me to your leader (1996)
- Step up to the microphone (1998)
- Love liberty disco (1999)
- Shine - the hits (2000)
- Thrive (2002)
- Adoration - the worship album (2003)
- Devotion (2004)
- Go (2006)
- The greatest hits (2007)
- Houston we are go (Live) (2008)
- In the hands of God (2009)
- God's not dead (2011)